# Loden

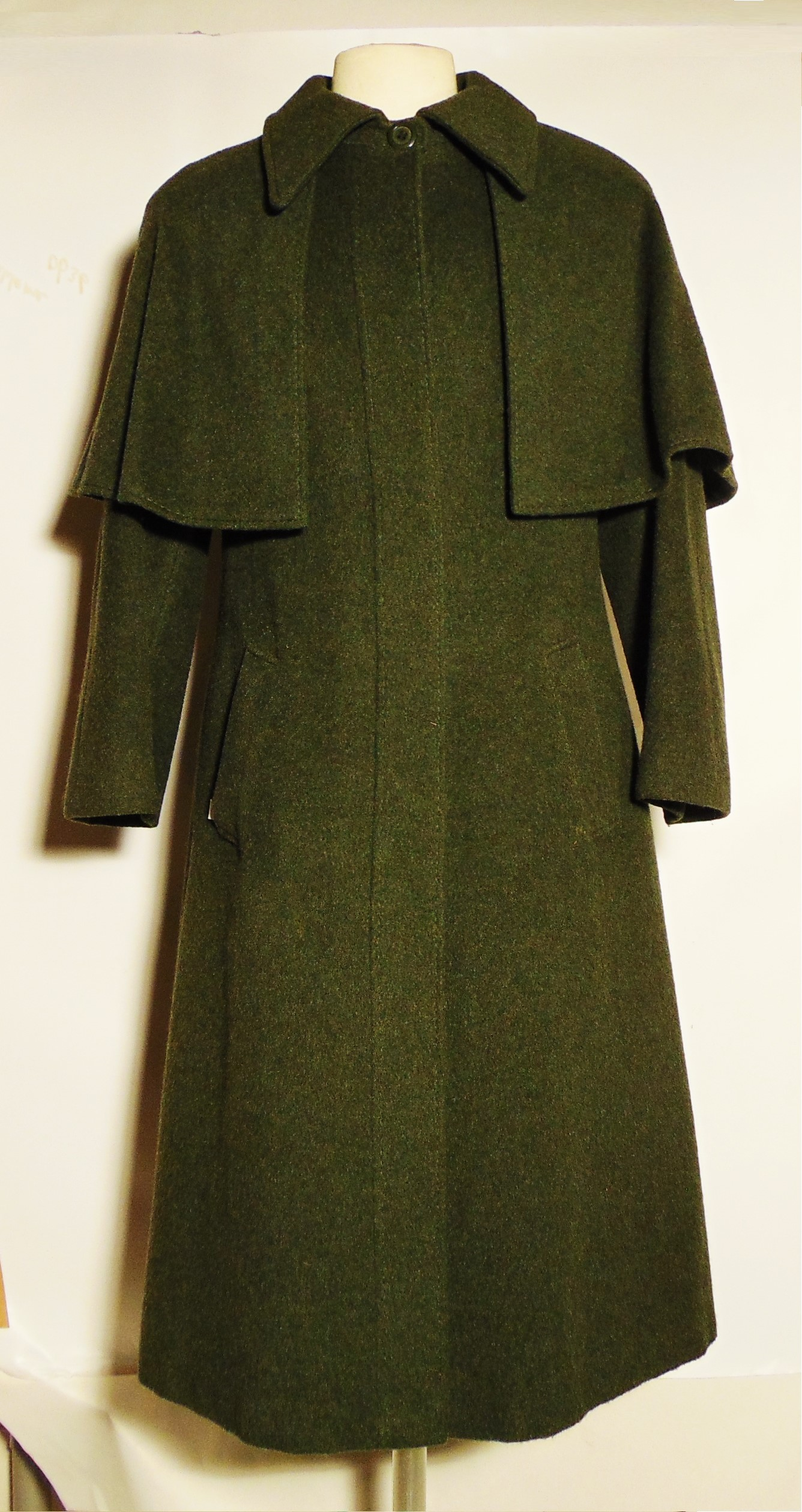
Loden jas

Loden is een stof van Tiroolse oorsprong. Het is een waterdichte, kortharige uit wol vervaardigde stof, voor het eerst geproduceerd door boeren in Oostenrijk. De stof is gemaakt van de ruwe, olieachtige wol van bergschapen en heeft een traditionele blauwgroene kleur. De naam is afgeleid van het Middelhoogduitse 'lode' of uit Oudhoogduitse 'lodo', wat 'grof doek' betekent.  
Om loden te produceren, worden sterke garens tot een doek geweven. Vervolgens ondergaat deze doek een langdurig proces waarbij de stof krimpt en steeds compacter wordt. Uiteindelijk krijgt het een viltachtige textuur. Vervolgens wordt de stof meermaals geborsteld zodat ze een goede warmte-isolatie, soepelheid, winddichtheid en duurzaamheid verwerft.
Vergelijkbaar met loden stof is Duffelse stof, een lakensoort die van oudsher in het Belgische dorp Duffel en later in de Nederlandse stad Leiden werd geproduceerd, bekend van de duffeljas. Ook de Engelse Melton wol wordt volgens een vergelijkbaar proces vervaardigd.